# Čára ponoru

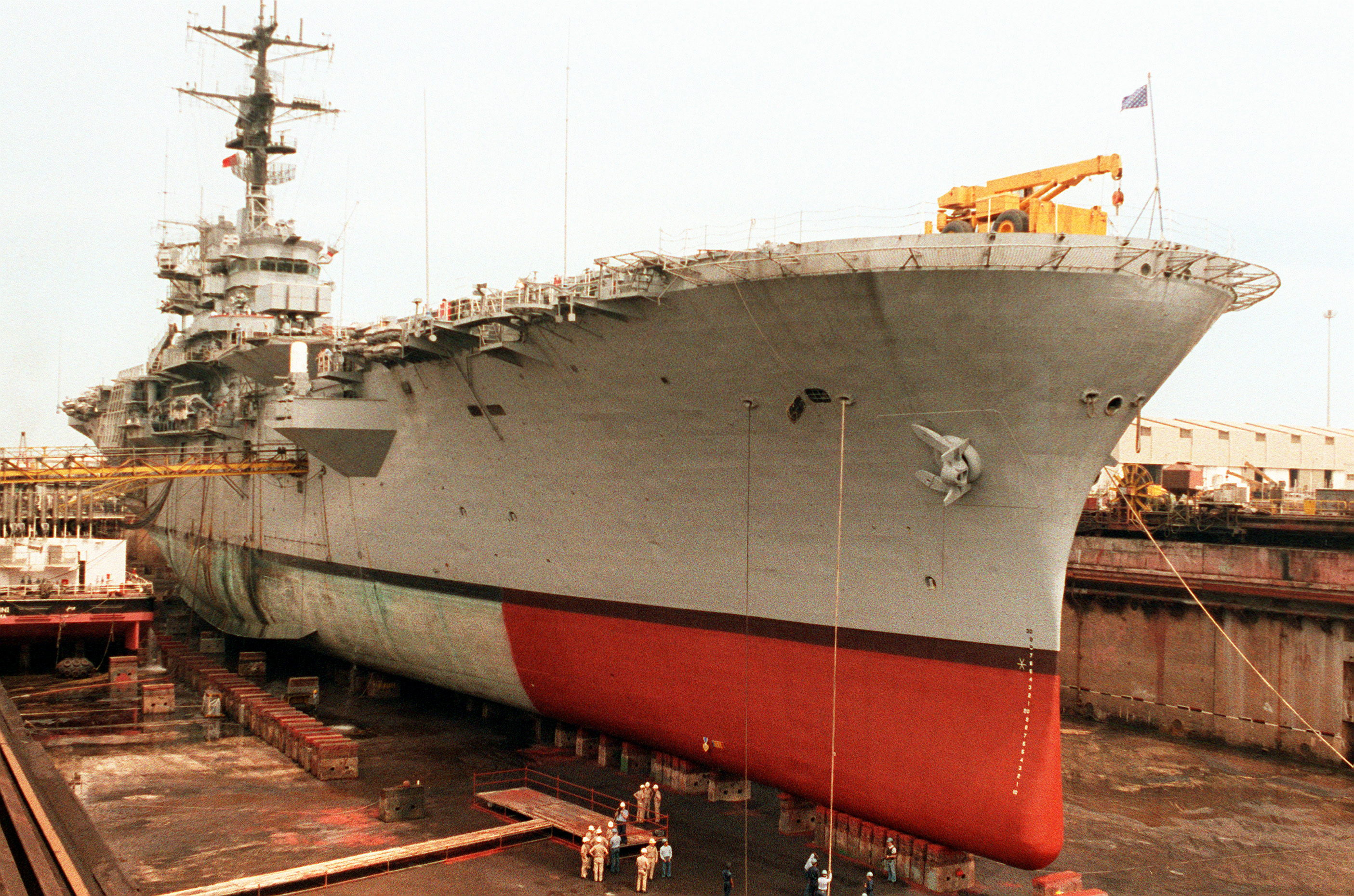
Loď v suchém doku se zřetelnou čárou ponoru

Čára ponoru je ukazatel optimálního ponoru lodi stanovený tak, aby loď kladla nejmenší odpor při plavbě. Ponor je měřen jako svislá vzdálenost nejnižšího bodu lodi od hladiny a je závislý na zatížení lodi a hustotě vody, resp. činitelích, které ji ovlivňují, tj. na teplotě a slanosti vody. Bývá barevně označena.
Zjednodušeně lze říci, že odpor vody při pohybu vpřed je závislý na délce čáry ponoru (vlnový odpor závisí na rychlosti a délce plavidla) a na šířce lodi (frikční odpor). Čím delší je čára ponoru a čím užší je ponořená část, tím rychleji loď pojede a snáze bude udržovat přímý směr. Při stejné rychlosti by delší loď měla mít menší vlnový odpor než loď krátká.

## Lloydova značka
Na boku námořních lodí je umístěna značka, která ukazuje maximální čáru ponoru ve vodě různé hustoty. Jednotlivé čáry jsou označeny zkratkami 
- FW – ve sladké vodě (anglicky Fresh Water)
- TF – v tropické sladké vodě (Tropical Fresh Water)
- IS – v Indickém oceánu (India Summer)
- S – ve slané vodě v létě (Summer)
- W – ve slané vodě v zimě (Winter)
- WNA – v severním Atlantiku v zimě (Winter North Atlantic)